# 21ª edizione dei Directors Guild of America Award
La 21ª edizione dei Directors Guild of America Award si è tenuta nel corso del 1969 e ha premiato il migliore regista cinematografico e televisivo del 1968.

## Cinema

### Vincitore e candidati
- Anthony Harvey – Il leone d'inverno (The Lion in Winter)
- Paul Almond – Isabel
- Jiří Menzel – Treni strettamente sorvegliati (Ostře sledované vlaky)
- Roman Polański – Rosemary's Baby - Nastro rosso a New York (Rosemary's Baby)
- Carol Reed – Oliver!
- Gene Saks – La strana coppia (The Odd Couple)
- Franco Zeffirelli – Romeo e Giulietta (Romeo and Juliet)

### Finalisti
- Stanley Kubrick – 2001: Odissea nello spazio (	2001: A Space Odyssey)
- Paul Newman – La prima volta di Jennifer (Rachel, Rachel)
- William Wyler – Funny Girl

## Televisione

### Vincitore e candidati
- George Schaefer – CBS Playhouse per l'episodio My Father and My Mother
- Roger Englander – Vladimir Horowitz: A Television Concert at Carnegie Hall
- John Florea – Missione Impossibile (Mission: Impossible) per l'episodio L'eterna giovinezza (The Elixir)
- David Greene – CBS Playhouse per l'episodio The People Next Door
- Robert Henry – Mitzi
- Robert Scheerer – Here's Peggy Fleming

### Finalisti
- Lee H. Katzin – Mod Squad, i ragazzi di Greer (The Mod Squad) per l'episodio The Teeth of the Barracuda
- Paul Bogart – CBS Playhouse per l'episodio Secrets
- Delbert Mann – Heidi
- Gordon Wiles – Rowan & Martin's Laugh-In